# Мультиекспозиція

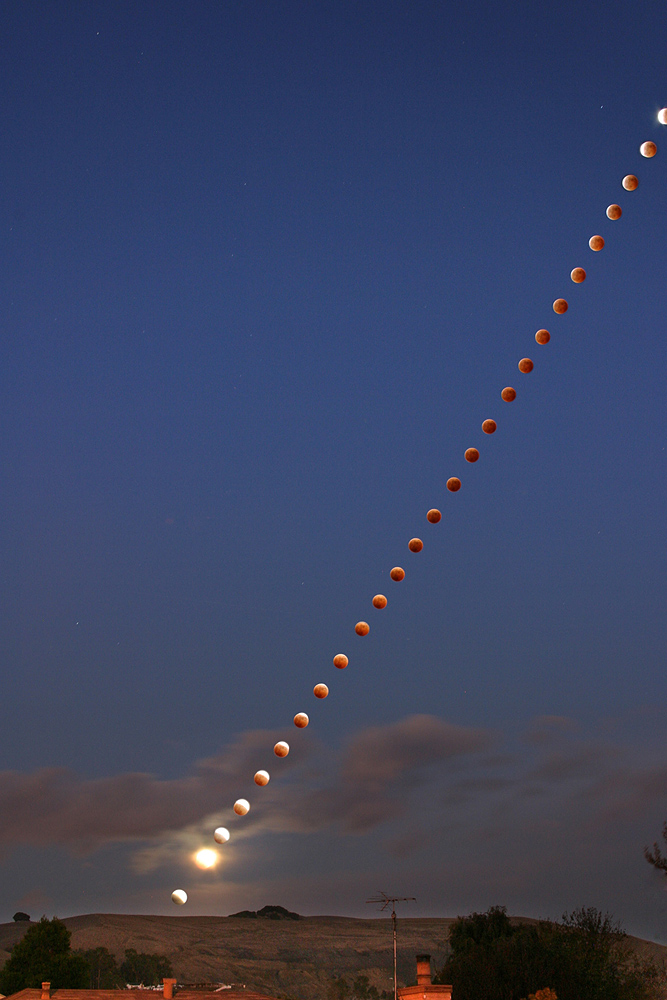
Знімок Місяця, виконаний в техніці мультиекспозиції

Мультиекспозиція — спеціальний прийом у фотографії, який полягає в тому, що один і той самий кадр експонується («фотографується») декілька разів.
Перші фотографії з використанням мультиекспозиції датуються кінцем в XIX - початком XX ст. Мультиекспозиція залишилась як спадок від плівкових фотоапаратів, де для її використання не потрібно було додаткових функцій.

## Отримання мультиекспозиції
При створенні фотографії з використанням ефекту мультиекспозиції серія експозицій (фотографувань) повторюється для одного і того ж кадру на фотоплівці касети. Ефект був легко досяжний при використанні центрального затвора на камерах великого формату. З розвитком фототехніки і автоматизацією процесу фотозйомки можливість експонувати кадр двічі найчастіше прибирали з камер, захищаючи неуважного фотографа від випадкового псування кадру (наприклад, шляхом поєднання механізмів зведення затвора і перемотування плівки). Проте багато сучасних середньоформатних камер і 35-мм камер професійного рівня включають опцію мультиекспозиції для творчих прийомів.
У цифровій фотографії «чистої» мультиекспозиції як такої бути не може, оскільки кінцевим продуктом кожного знімка є цифровий файл із зображенням. Але в той же час мультиекспозиція на цифрових камерах може бути реалізована програмно чим досягається майже такий самий ефект, як і на плівці (відмінності можуть полягати в автоматичному переналаштуванні на кожному знімку параметрів знімання: фокусної відстані, балансу білого, експозиції тощо). У цифрових камерах мультиекспозиція також може бути реалізована шляхом об'єднання декількох знімків в один сторонніми програмами обробки зображень. Також, ефект можна реалізувати за допомогою графічних редакторів шляхом накладання різних знімків, або за допомогою багаторазового використання імпульсного світла за час однієї витримки. У першому випадку творчі можливості помітно ширше, наприклад частина кадру може бути навмисно затемнена на частині експозицій, що дозволяє, наприклад, кілька разів зобразити у кадрі одну і ту ж людину.

## Застосування мультиекспозиції
Мультиекспозиція використовується:
- для зменшення рівня шумів;
- для того щоб показати динаміку або рух на фотографії;
- для отримання ефекту дублювання або розмноження;
- для отримання яскравого художнього кадру.

## Приклади мультиекспозиції

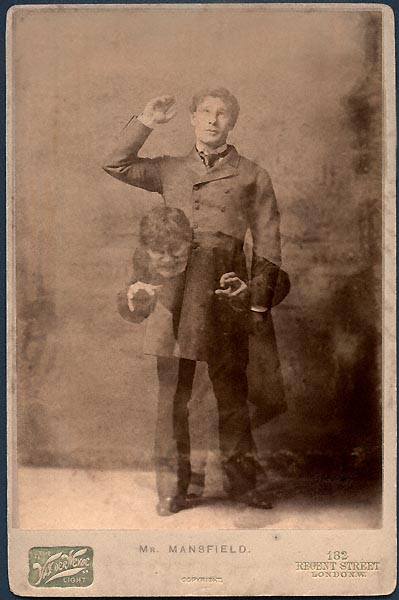
Річард Менсфілд як доктор Джекілл і містер Хайд одночасно, знятий Генрі ван дер Вейдом (Henry Van der Weyde), 1895
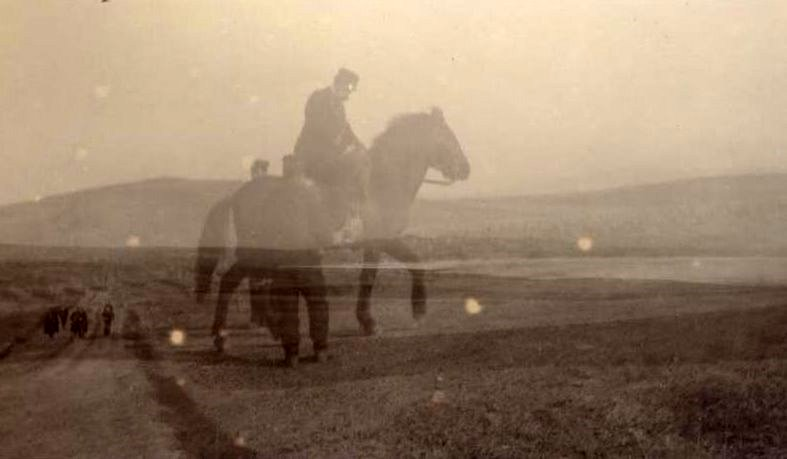
Фото села повз російсько-японського Північно-Східного фронту, 5 січня 1905
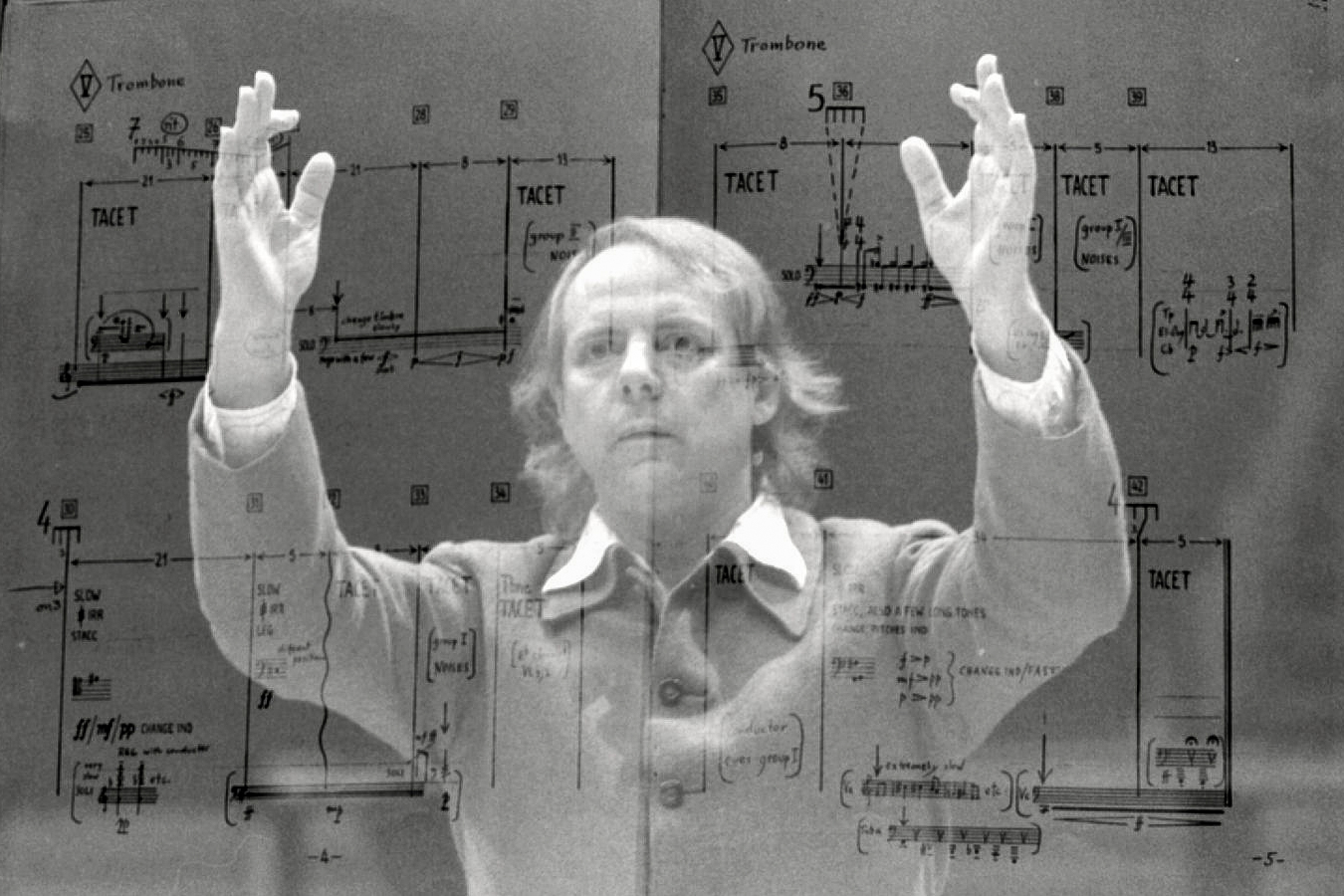
Композитор Карлгайнц Штокгаузен, 1980